# Sacura speciosa
Sacura speciosa är en fiskart som beskrevs av Phillip C. Heemstra och Randall, 1979. Sacura speciosa ingår i släktet Sacura och familjen havsabborrfiskar. Inga underarter finns listade i Catalogue of Life.